# 레오 가이어 폰 슈베펜부르크
레오 디트리히 프란츠 가이어 폰 슈베펜부르크 남작(독일어: Leo Dietrich Franz Freiherr Geyr von Schweppenburg: 1886년 3월 2일 – 1974년 1월 27일)는 제1차 세계 대전 떼 독일 기병 장교였으며, 제2차 세계 대전 때는 군대의 대장 직위를 맡았다. 그는 노르망디 상륙 대의 기갑전과 제5기갑군에 대한 경험을 서술했다. 전후에는 자서전을 썼으며 1974년 뮌헨 근처에서 사망했다.

## 생애
가이어는 포츠담에서 태어나 독일 제국 육군에 1904년 참여했다. 제1차 세계 대전 당시 그는 여러 전선에 싸웠고, 이에 따라 대위로 승진했다. 그는 에리히 루덴도르프에게 날카롭고 예리한 심성을 지녔다는 소유하고 있다고 칭찬을 받을 정도였다. 전후에도 그는 육군에 남아 1932년 대령이 되었고, 1935년 소장 직까지 진급했다. 1933년부터 1937년 사이에 그는 영국, 벨기에, 네덜란드의 주재무관으로 있었고 런던에서 살고 있었다. 런던에서 돌아와 그는 대장으로 진급했으며, 제3기갑사단의 사령관이 되어 1937년부터 이 사단을 맡았다.
1939년 9월 1일부터 10월 7일까지 가이어는 폴란드 침공 당시 이 사단을 맡아 지휘했고, 이 기갑사단은 전차 391대를 지닌 수적으로 가장 우세한 기갑사단이었다. 그가 폴란드에서 보여준 업적은 아돌프 히틀러로부터 개인적인 추천을 받아 1940년 2월 15일 XXIV 기갑군단의 기병대장으로 진급하는 것에 기여했다. 1940년 그는 프랑스 공방전에서 이 기갑군단을 이끌었으며, 1941년 바르바로사 작전 때 그의 군단은 하인츠 구데리안 장군의 제2기갑군의 휘하 군단이었다. 이 군은 모스크바로 진공하는 기갑군이었다. 1941년 7월 9일 그는 기사철십자훈장을 받았고, 1942년 7월 9일부터 10월 1일까지 그는 캅카스 산맥으로의 진격 작전을 부여받은 XL 기갑군단의 대장으로 부임한다.
가이어는 동부 전선에서 임무를 수행하다가 1943년 초 연합군의 오버로드 작전을 예상한 히틀러의 지시 아래에 서부 전선으로 이동하여 새로운 병력을 편성하고 훈련하게 된다. 그는 LXXVI 군단부터 시작하여 게르트 폰 룬트슈테트 육군 사령관의 지시로 10개의 기갑 및 기계화보병사단을 창설하는 임무르 맡는다. 1943년 11월 19일 가이어의 임무는 제5기갑군의 지휘를 맡는 것이었고, 이는 서부 전선에 있는 모든 군인들에 대한 책임을 지는 것이었다. 파리 근처에 있는 이 기갑사단들의 군단은 프랑스의 독일군 주력 전차 부대였다. 북프랑스 해안에 연합군의 상륙을 막기위해 서부기갑군은 북쪽으로 반격을 개시하여 침공 병력을 저지해야 했다. 북프랑스에 있는 군 병력의 사령관은 에르빈 롬멜로 그는 연합군을 해안가에서 격파하여 내륙으로 진공할 수 없게 가이어의 전차 부대가 해안가에 최대한 가까이 접근하기를 원했다. 가이어와 롬멜의 사령관이었던 게르트 폰 룬트슈테트는 이 전략에 반대했는데, 그는 서부기갑군을 내륙으로 이동시켜 연합군 병력을 파리로 진격하게 하기 전에 이들을 포위하여 공격하기를 원했다. 룬트슈테트는 가이어를 그의 고문관으로 두면서 이 전략을 유지해나갔다.
노르망디 상륙 작전은 D-데이에 일어났다. 6월 8일, 가이어는 영국-캐나다 연합군이 캉을 점령하기 전에 이 도시를 방어하기 위해 북쪽으로 기갑사단 3개를 배치할 수 있었다. 가이어는 해안가로 이들을 다시 몰아내기 위해 3개 사단 전체로 반격을 가하려고 했다. 1944년 6월 10일 연합군은 서부기갑군 본부 공격으로 가이어는 부상을 입었다. 가이어 외에도 많은 부하들이 사망하고 통신 장비가 망가져서 그는 계획을 취소할 수 밖에 없었다. 7월 2일까지 가이어는 영국군의 침공에 대비해 전차 부대를 강화했으나 캉에서 철수하자는 룬트슈테트의 2번째 요청에 따라 그는 전차들을 진격시킬 수 없었다.
전후 가이어는 많은 자서전을 썼으며 독일 연방 공화국군의 창설에도 기여했다. 그는 독일 연방 공화국의 뮌헨 근처 아이킹에서 노쇠로 사망했다.

## 사료
- Searle, Alaric. "Wehrmacht Generals, West German Society, and the Debate on Rearmament, 1949–1959," Praeger Pub., 2003.

### 자서전
- Geyr Von Schweppenburg, Leo. Erinnerungen eines Militarattachés: London 1933–1937. – Stuttgart, Deutsche Verlags-Anstalt, 1949
- Geyr Von Schweppenburg, Leo. Die Verteidigung des Westens. – Frankfurt, Verlag Friedrich Rudl, 1952
- Geyr Von Schweppenburg, Leo. Die große Frage. – Bernard & Graefe, 1952
- Geyr Von Schweppenburg, Leo. The Critical Years. – Allan Wingate, London 1952